# Station Épanvilliers
Station Épanvilliers is een spoorweghalte in de Franse gemeente Blanzay.
Zij wordt bediend door treinen van het netwerk TER Nouvelle-Aquitaine op het traject Poitiers - Angoulême.